# 吴雅楠
吴雅楠（WU Yanan，1986年11月30日—），陕西西安人，中国男子武術運動員。

## 簡歷
吴雅楠在小时候学习成绩非常好，不仅担任班长，还多次被评为三好学生。市武术辅导总站的教练裴法勇认为这孩子弹跳力好，协调性也好，对练太极拳很有益，於是在吴雅楠小学毕业后，便向他的父母建议让他去省队跟徐毓茹练习太极拳。
2002年，吴雅楠跟随徐毓茹练习太极拳，第二年便在第五届城运会上获得第二；此后，又多次在全国比赛中进入前三名。2005年还曾在东亚运动会上获得冠军。
2010年11月，吴雅楠代表中國出戰廣州亞運會，參加武術比賽，奪得男子太极拳太极剑全能金牌 。